# Evian Thonon Gaillard FC
Evian Thonon Gaillard Football Club je francouzský fotbalový klub sídlící ve městě Gaillard nedaleko švýcarských hranic a města Ženeva.

## Historie Evianu
Klub vznikl v roce 2003 spojením klubů FC Gaillard, který hrál po většinu své existence regionální soutěž Ligue Rhône-Alpes, a FC Villela-Grand. Gaillard byl založen v roce 1924 a Villela-Grand roku 1928. Nový klub tehdy pojmenovaný Football Croix-de-Savoie po první sezóně skončil v Championnat de France amateur (4. nejvyšší francouzská soutěž) na třetím místě. Normálně by postoupily první dva týmy, jenže na těch byly B týmy Lyonu a Mét, a tak postupoval do 3. nejvyšší soutěže Championnat National. V Championnat National se mu nevedlo nejlépe a jen těsně se zachránil. Další sezónu tolik štěstí neměl a sestoupil zpět do 4. nejvyšší soutěže.
V roce 2007 se klub znovu sloučil, tentokrát s klubem Olympique Thonon-Chablais, a tak existoval pod novým názvem Olympique Croix-de-Savoie 74. Klub se kvůli nevyhovujícímu stadiónu stěhoval do obce Thonon-les-Bains na stadión Stade Joseph-Moynat s kapacitou 6000 míst. Klub si vybojoval postup do Championnat National pro sezónu 2008/09 jako vítěz CFA. V létě roku 2009 byl prezident společnosti Groupe Danone Franck Riboud stanoven čestným prezidentem klubu. Riboud změnil název klubu na Evian Thonon-Gaillard Football Club a věnoval klubu peníze na mládež. Jeho plánem byl postup do Ligue 2.
16. dubna 2010 si klub zajistil vítězstvím 1:0 nad Amiens postup do Ligue 2. V sezóně 2010/11 chtěl hrát Evian své domácí zápasy na stadiónu Stade de la Praille ve švýcarské Ženevě, z důvodu rozhodnutí o nezpůsobilosti stadiónu Stade Joseph-Moynat, protože obec Thonon-les-Bains leží pouhých 35 km od Ženevy. To bylo ovšem zámítnuto federací UEFA, a tak se klub přesunul do nedalekého Annecy na stadión Parc des Sports.
V sezóně 2010/11 klub dokázal v Coupe de France porazit Olympique Marseille (úřadujícího mistra Francie) 3:1 a vyřadit ho tak. V dalším kole ovšem skončil na Racingu Strasbourg. V Coupe de la Ligue klub sice Strasbourg vyřadil, bohužel ale ve 2. kole skončil na EA Guingamp. V Ligue 2 ovšem Evian zářil a s 67 body obsadil první pozici před Ajacciem a Dijonem. Klub si tak zajistil postup do Ligue 1, kterou přivítá v sezóně 2011/12.